# Emmauskirche (Dresden)

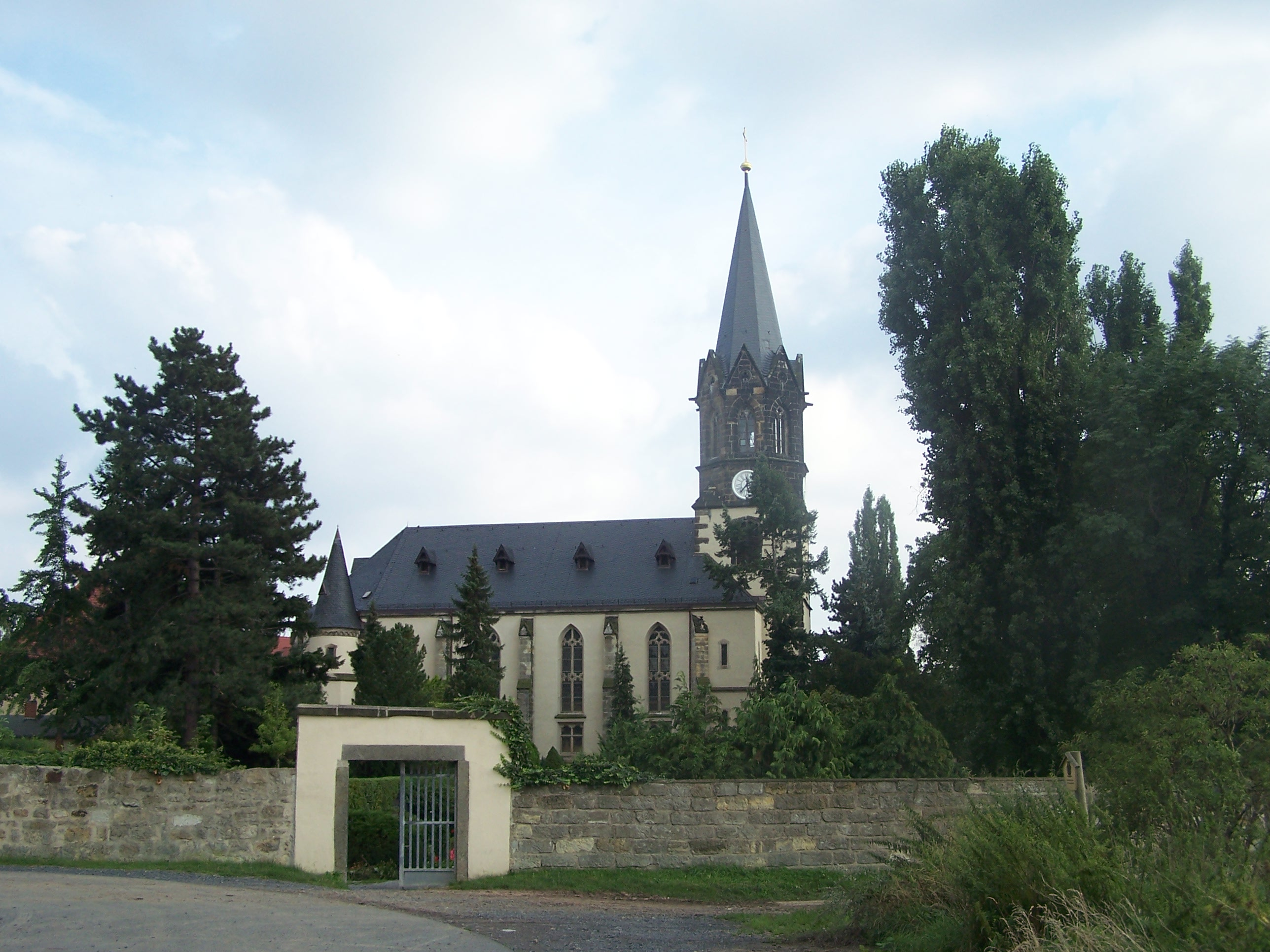
Emmauskirche Kaditz, Blick von Norden

Die Emmauskirche ist eine evangelische Kirche in Dresden-Kaditz (Altkaditz 27), benannt nach dem biblischen Ort Emmaus. In früheren Zeiten hieß sie Laurentiuskirche, nach dem Heiligen Laurentius von Rom.

## Geschichte

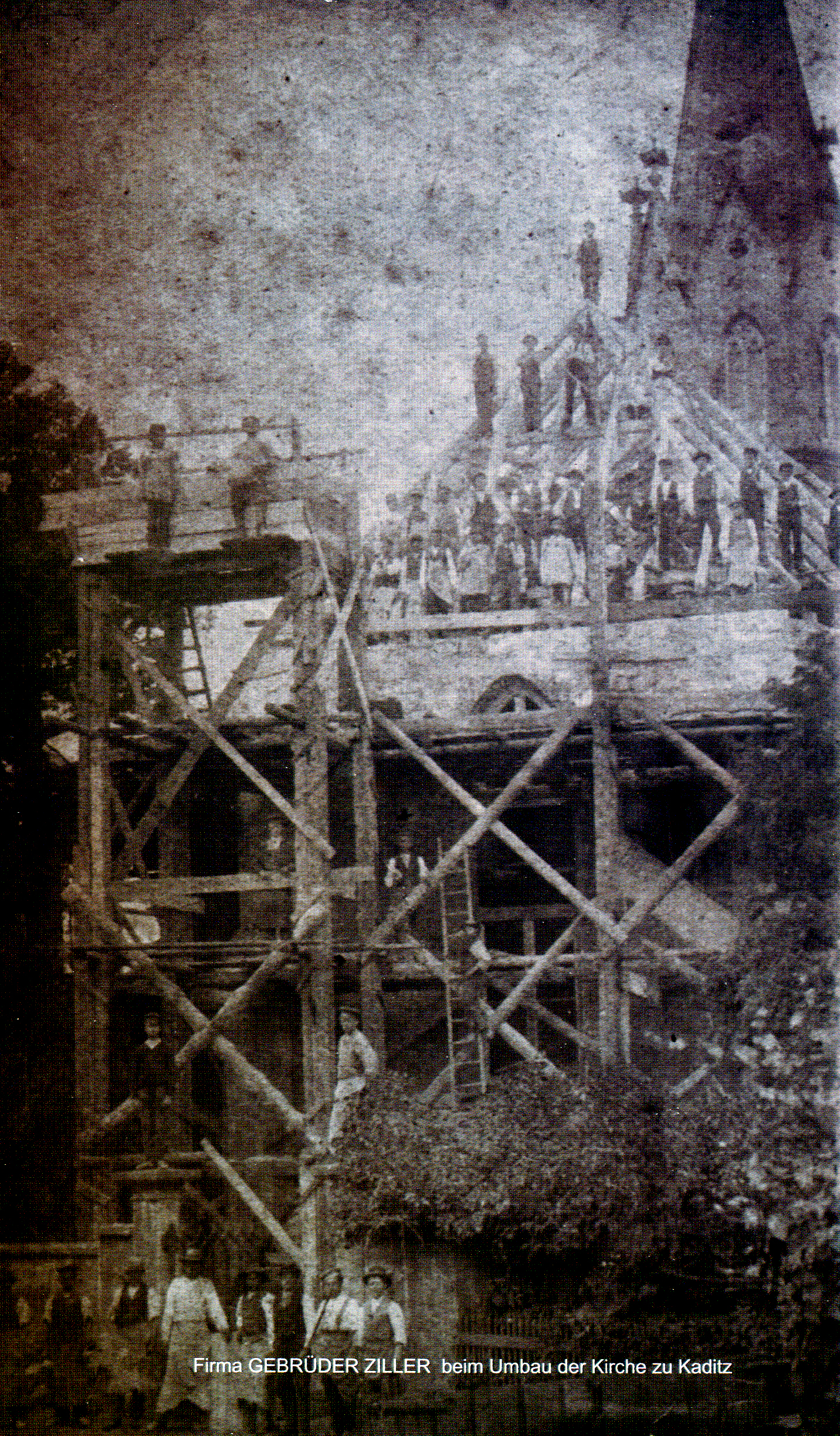
Die „Gebrüder Ziller“ beim Umbau der Kirche zu Kaditz, 1887/1888

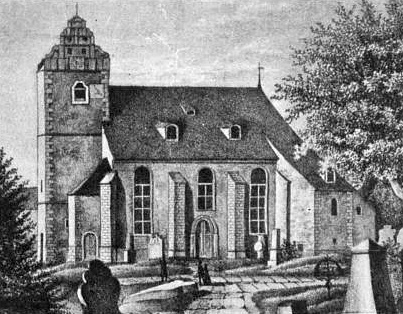
Vor 1869

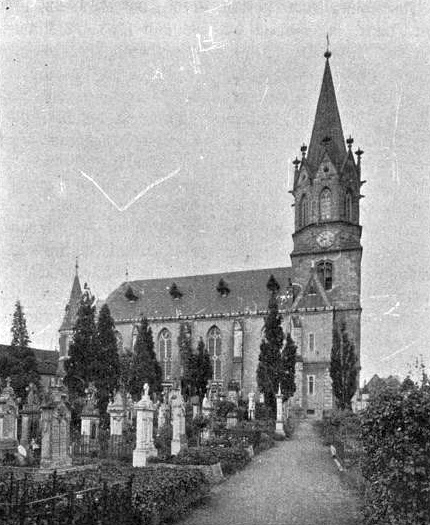
Um 1900

Bereits 1273 bestand in Kaditz ein Kirchgebäude, die Laurentiuskapelle. Ab Anfang des 14. Jahrhunderts bis 1540 war Kaditz eine Filialkirche der Friedenskirche in Kötzschenbroda und gehörte zum Archidiakonat Nisan.
Danach wurde Kaditz selbst Pfarrkirche. Die heutigen Dresdner Nachbargemeinden Mickten, Pieschen, Trachau und Übigau sowie die beiden Lößnitz-Gemeinden Radebeul und Serkowitz wurden 1555 eingepfarrt. Um 1500 erfolgte ein Neubau des Kirchgebäudes, als Saalbau mit markantem Westturm im Stil der Spätgotik errichtet. Um 1680 wurden die Turmgiebel im Stil der Renaissance umgestaltet. Von 1750 bis 1756 wurde die Kirche im Inneren barock umgestaltet. Den hölzernen Kanzelaltar mit den weißgefassten Figuren der Apostel Petrus und Paulus schuf Johann Gottfried Knöffler.
Anfang des 19. Jahrhunderts muss der Zustand der kircheneigenen Gebäude recht schlecht gewesen sein. Der Radebeuler Zimmermeister Johann Christian Ziller, jüngerer Bruder des Kaditzer Schulmeisters und Kirchenkantors Johann Gottfried Ziller, erhielt zahlreiche Reparaturaufgaben in der Gemeinde. Neben Reparaturen an der Kirche selbst erfolgten solche am Pfarr- und Diakonatsgebäude, welche speziell 1802 nach einem Brand sehr umfänglich ausfielen, sowie an weiteren Kircheneinrichtungen wie der Alten Schule, der Scheune, einer Pächterwohnung und der Wohnung seines Bruders, des Kantors. Auch baute er 1808 eine Räucherkammer im Pfarrhaus sowie 1817 ein Taubenhaus.
Mit der Neugründung von Oberlößnitz 1837 wurde diese Landgemeinde ebenfalls zu Kaditz eingepfarrt.
Im Jahr 1854 musste die der Kirche gegenüberliegende Alte Schule endgültig erneuert werden. Im Jahr 1869 begann die Erneuerung der Kirche durch Umgestaltung im Stil der Neogotik. Dabei errichteten die Baumeister Gebrüder Ziller aus Serkowitz, die Großneffen des Kantors Johann Gottfried Ziller, einen achteckigen, neugotischen Turmaufsatz mit Maßwerkfenstern, der den alten Renaissancegiebel ersetzte. Am Chor entstanden runde Treppentürme mit Kegeldächern. Das Innere wurde 1887/1888 neugotisch umgestaltet. Dieser Umgestaltung entstammen der neugotische Prospekt der Firma Ziller und die Glasfenster mit den Evangelisten.
Pieschen und Trachenberge wurden 1884 ausgepfarrt. Oberlößnitz, Radebeul und Serkowitz folgten 1890, als in Radebeul mit der Lutherkirche eine eigene Kirchgemeinde geschaffen wurde. Die Auspfarrung von Trachau geschah 1908.

## Orgel

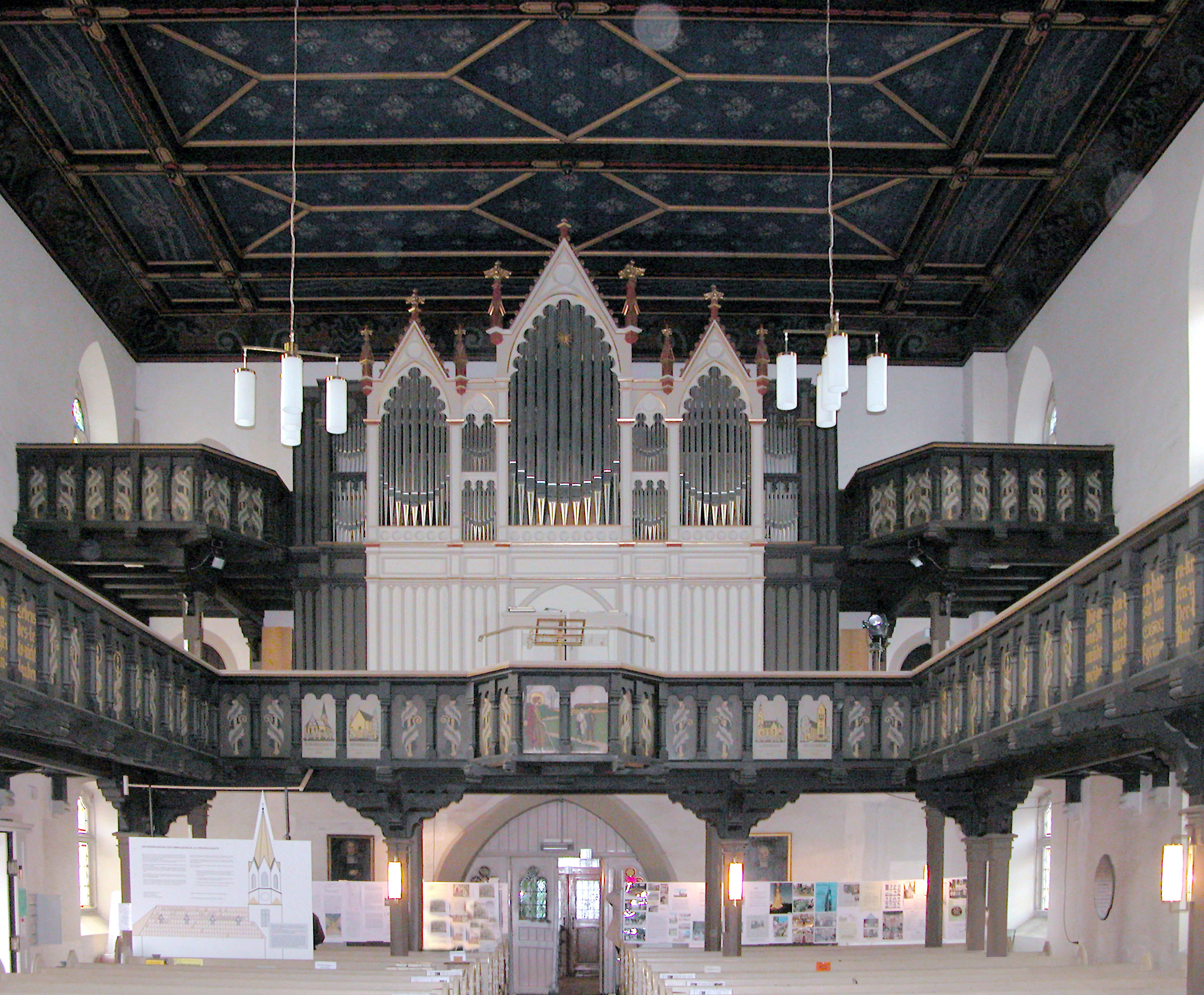
Orgel der Emmauskirche Dresden-Kaditz

Die von Karl Eduard Jehmlich 1887 geschaffene Orgel wurde 1991 durch eine Orgel der Firma Jehmlich aus Dresden ersetzt. Das rein mechanische Instrument hat 19 Register auf Schleifladen.
| I Hauptwerk C–g3 |           |       |
| 1.               | Prinzipal | 8′    |
| 2.               | Rohrflöte | 8′    |
| 3.               | Oktave    | 4′    |
| 4.               | Nasat     | 2 ⁄3′ |
| 5.               | Oktave    | 2′    |
| 6.               | Mixtur IV |       |
| 7.               | Trompete  | 8′    |

| II Schwellwerk C–g3 |                |       |
| 8.                  | Gedackt        | 8′    |
| 9.                  | Salicional     | 8′    |
| 10.                 | Prinzipal      | 4′    |
| 11.                 | Spitzflöte     | 4′    |
| 12.                 | Hohlflöte      | 2′    |
| 13.                 | Oktave         | 1′    |
| 14.                 | Sesquialter II | 2 ⁄3′ |
| 15.                 | Scharf III     |       |
|                     | Tremulant      |       |

| Pedal C–f1 |               |     |
| 16.        | Subbass       | 16′ |
| 17.        | Prinzipalbass | 8′  |
| 18.        | Gedacktflöte  | 8′  |
| 19.        | Fagott        | 16′ |

- Koppeln: II/I, I/P, II/P
- Nebenregister: Zimbelstern

## Geläut
Das Geläut besteht aus drei Bronzeglocken, der Glockenstuhl und die Glockenjoche sind aus Eichenholz gefertigt.
Im Folgenden eine Datenübersicht des Geläutes:
| Nr. | Gussdatum | Gießer                       | Durchmesser | Masse   | Material | Schlagton |
| --- | --------- | ---------------------------- | ----------- | ------- | -------- | --------- |
| 1   | 1677      | Glockengießerei Herold       | Bronze      | 1093 mm | 740 kg   | is′       |
| 2   | 1676      | Glockengießerei Herold       | Bronze      | 874 mm  | 365 kg   | ais′      |
| 3   | 1973      | Glockengießerei Schilling S. | Bronze      | 711 mm  | 207 kg   | cis′      |

## Beschreibung

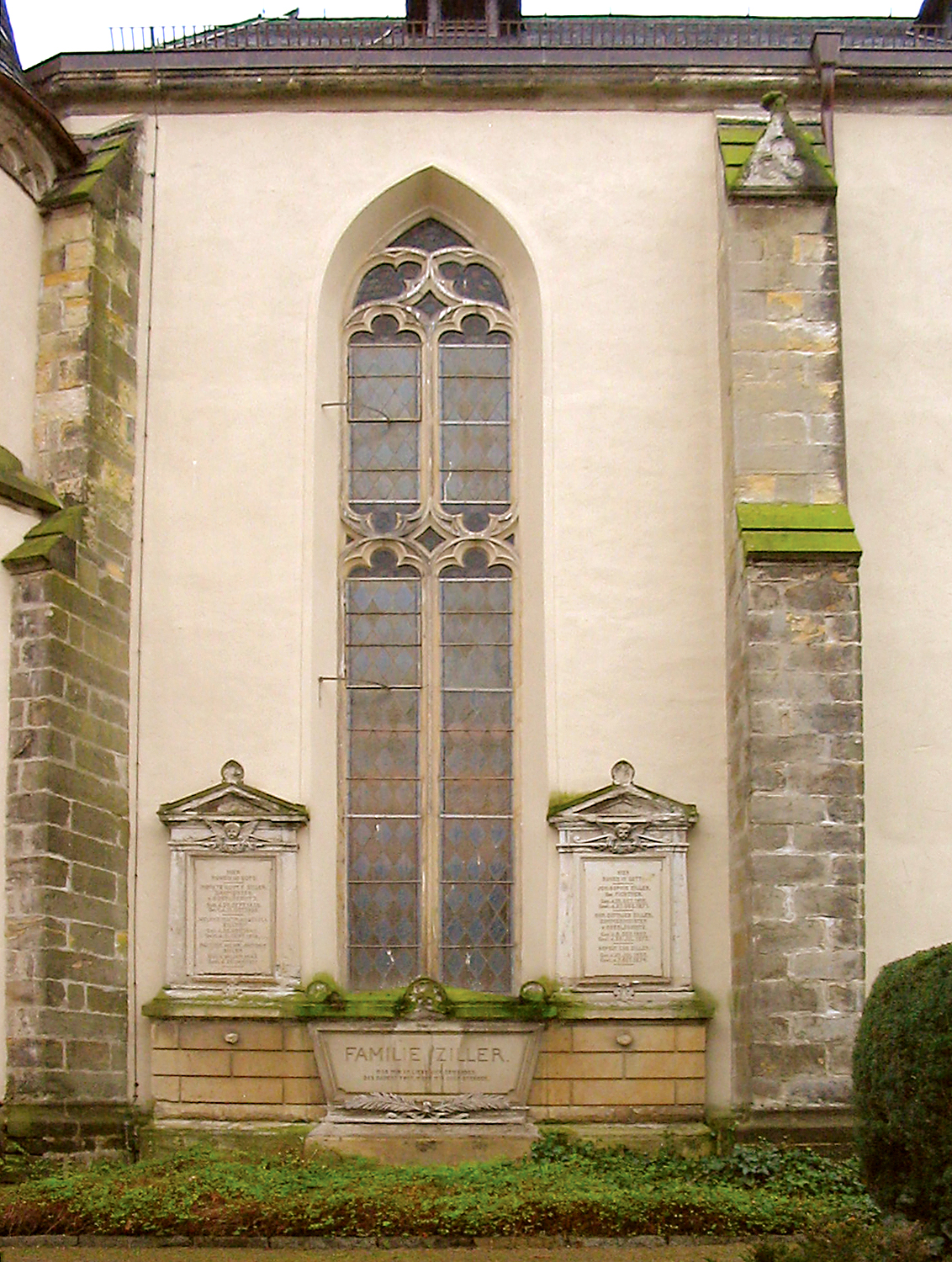
Spitzbogenfenster in der Nordfassade, darunter das Familienbegräbnis von Christian Gottlieb und Moritz Ziller. Links im Anschnitt ein Wendelturm.

Auch wenn die neogotischen Umbauten aus dem 19. Jahrhundert das Aussehen der heute unter Denkmalschutz stehenden Kirche dominieren, so sind trotzdem noch Reste der ursprünglichen Renaissancekirche mit spätgotischem Ursprung zu erkennen. In der weiteren Umgebung ähnelt die Alte Kirche in Coswig noch am ehesten diesem Ursprungsbau.
Auf den ehemals quadratischen Westturm mit kurzem Kopf und Vorhangbogenfenstern setzten die Gebrüder Ziller bei dem Umbau 1869 ein hoch aufragendes, weithin sichtbares oktogonales Glockengeschoss mit spitzen Giebeln und Turmhelm. Am Turm befindet sich ein gotisches Portal mit Maßwerk.

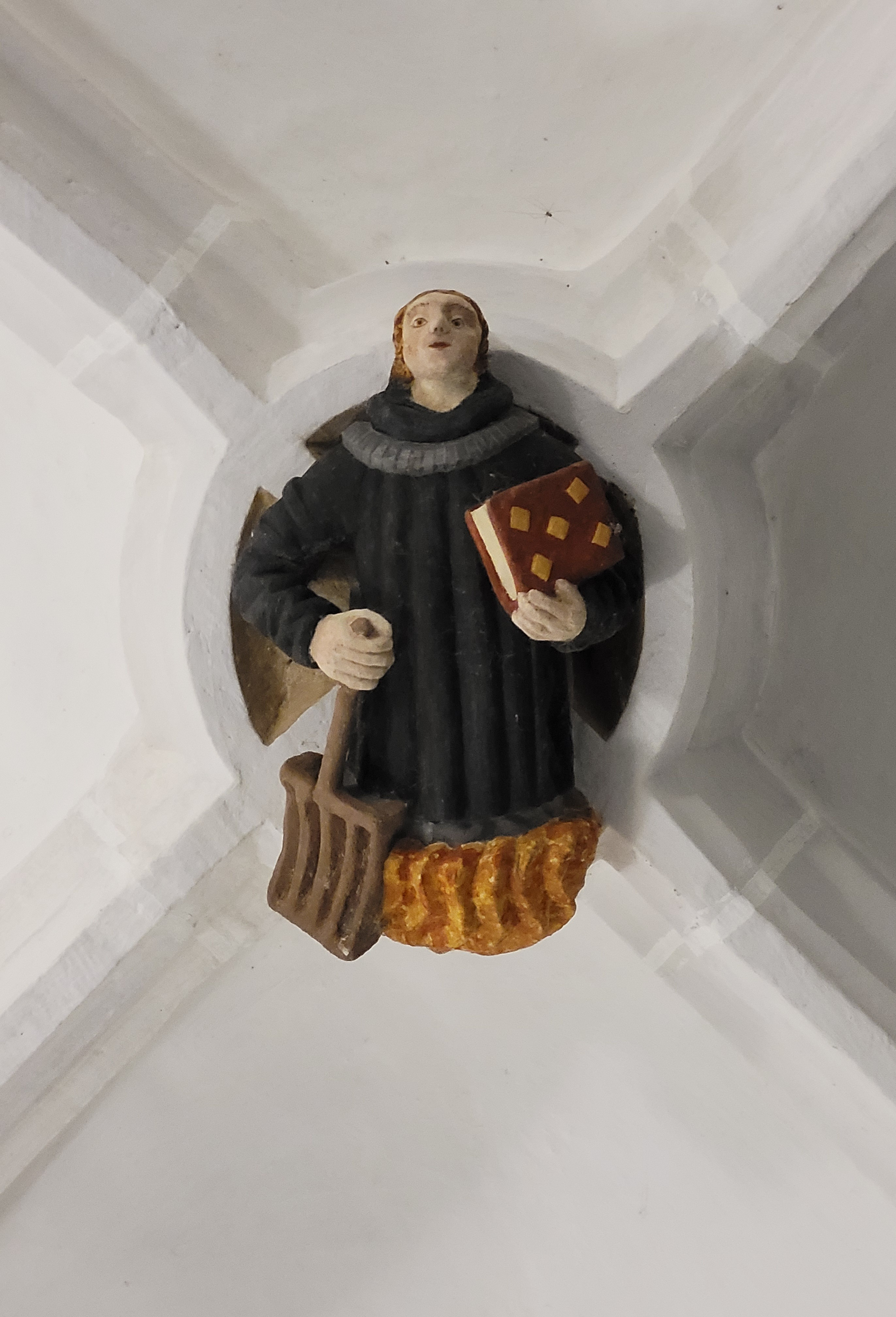
Gotischer Gewölbeschlussstein in der Vorhalle mit Hl. Laurentius.

Das Kirchenschiff ruht auf dem alten Sandsteinsockel. Es ist ein verputzter Bruchsteinbau mit zahlreichen Sandsteinarbeiten, einem dreiseitigen Schluss und verschiefertem Walmdach mit neogotischen Dachgauben. Die Belichtung des Innenraums erfolgt durch hohe Spitzbogenfenster. Auf beiden Seiten des Chors stehen runde Wendeltürme mit Spitzkegeldächern und Rundbogenfries aus Sandstein, die stilistisch der Neoromanik zuzuordnen sind.
Die Sakristei mit einem Satteldach zeigt einen Ortgang aus Sandstein mit einem abgetreppten Schlussstein, in diesem ein kleines gotisches Gewände. In der Giebelwand befindet sich ein dreiteiliges, neogotisches Fenster mit Vorhangbogengewände. Im Inneren zeigt die Sakristei ein Kreuzrippengewölbe.
Saal und Chor haben eine flache, kassettierte Holzdecke mit Schablonenmalerei. An drei Seiten im Inneren des Sakralbaus befinden sich eingeschossige Emporen mit Resten einer zweiten Empore, die 1912 entfernt worden ist. Der ebenfalls von den Gebrüdern Ziller entworfene Orgelprospekt aus der Zeit des Umbaus 1887/1888 ist gotisierend. An der Orgelempore wiederum ist eine figürliche Jugendstilmalerei von 1913 zu sehen, die den Gang nach Emmaus darstellt.

## Friedhof

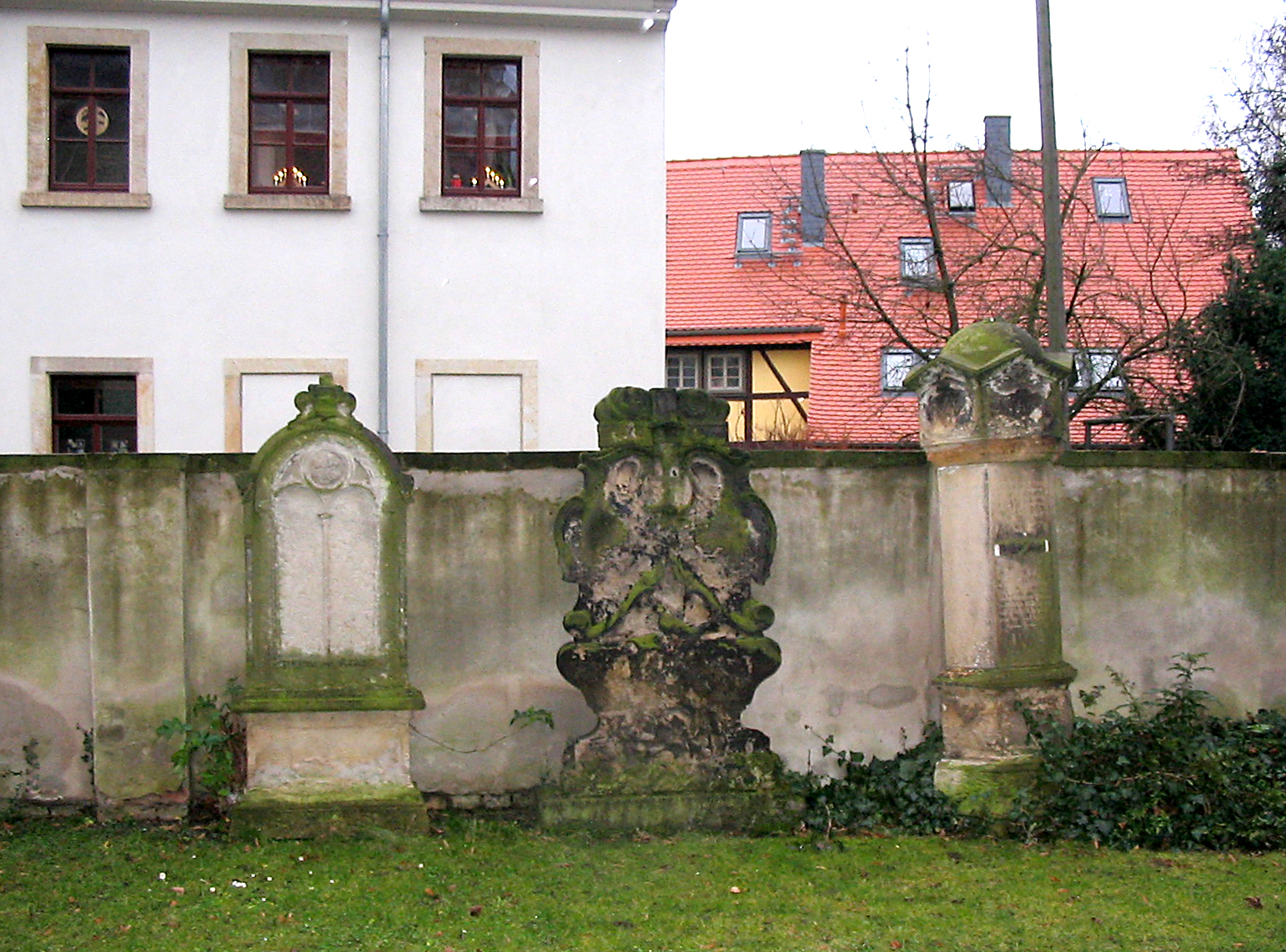
Grabmal Johann Christian Zillers und Angehöriger auf dem Kirchhof Kaditz (rechts neben zwei anderen Grabmälern), Ostumfassungsmauer. Im Hintergrund links das Gebäude der Alten Schule (angeschnitten).

Der älteste Friedhof in Kaditz wurde bereits um 1500 um die Kirche herum angelegt. Auf der Westseite des Kirchhofs liegt ein schmaler Streifen Friedhofsland, der sich von alten Bäumen umgrenzt in das umliegende Ackerland erstreckt. Dieser entstand bereits im „Zeitalter der Empfindsamkeit“. Die dortigen Gräber aus den Jahren 1730 bis 1750 sind die ältesten erhaltenen des Kirchhofs und teilweise stark verwittert.
Infolge des starken Wachstums der Parochie Kaditz wurden 1862 der Mittlere Friedhof auf der Serkowitzer Straße und 1878 schließlich ein dritter Friedhof an der Spitzhausstraße angelegt.

## Kaditzer Linde

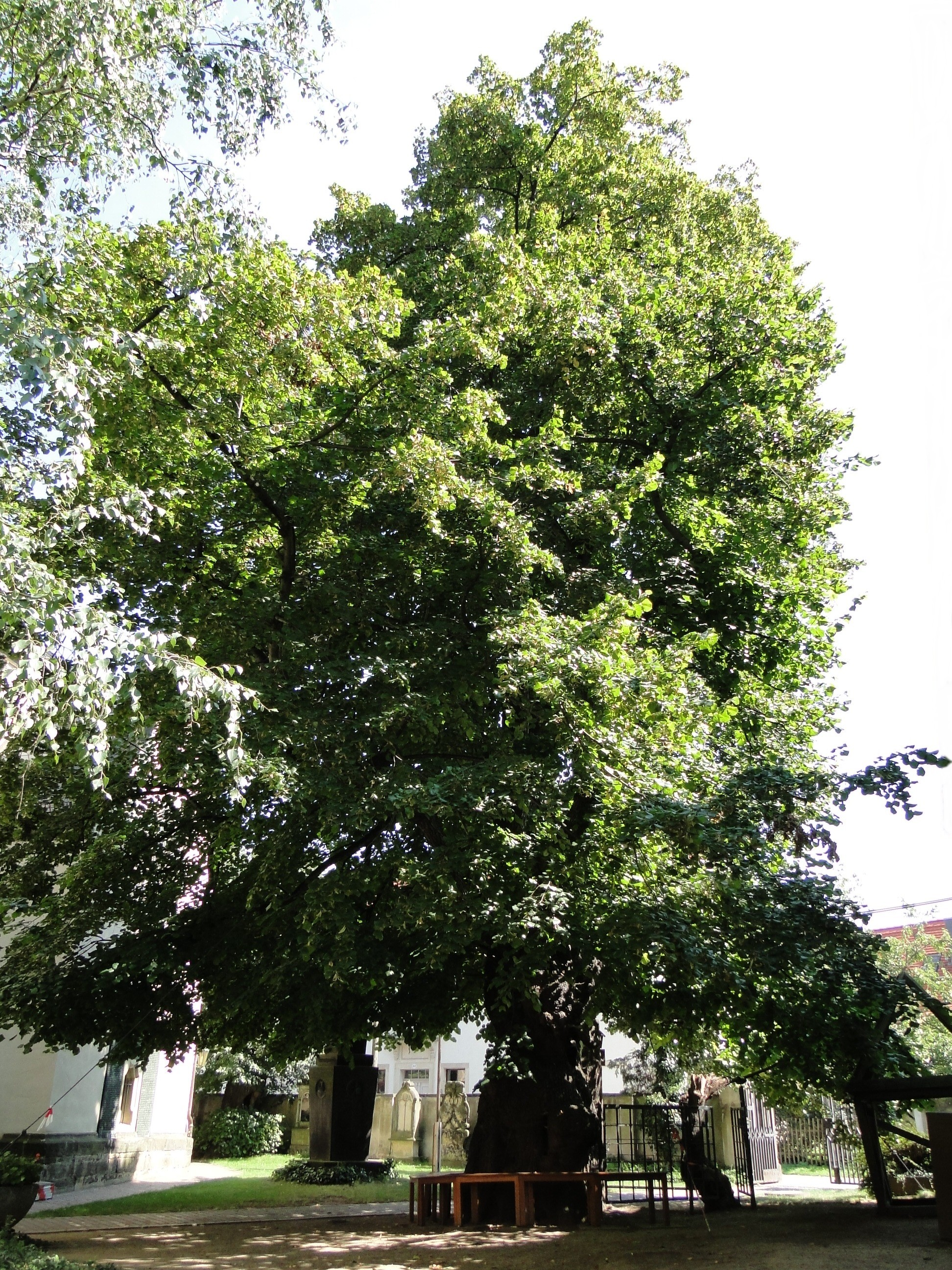
Die Kaditzer Linde

Auf dem Kirchhof der Emmauskirche befindet sich die sogenannte Kaditzer Linde. Die Sommer-Linde (Tilia platyphyllos) gilt als ältester Baum Dresdens und wird auf 700 bis 900 Jahre geschätzt. Vermutlich wurde sie bereits zur Gründungszeit des Ortes Kaditz gepflanzt. Reste eingeschlagener Eisen im Stamm weisen darauf hin, dass die Linde im Mittelalter als Pranger genutzt worden sein könnte. Bei einem Brand im Jahr 1818 wurde der Baum stark beschädigt und weckte im 19. Jahrhundert als einer von „Deutschlands merkwürdige[n] Bäume[n]“ das Interesse zahlreicher Künstler, die den Baum in Zeichnungen verewigten.
Der Stamm ist heute in mehrere vitale Teilstämme aufgespalten. Ein Teil der Stämmlinge waren ursprünglich Wurzeln, die dem erhaltenen Stammrest heute Halt geben. Der Stammumfang würde bei normalem Wachstum derzeit rund 12 Meter betragen. Die Kaditzer Linde ist seit 1975 als Naturdenkmal besonders geschützt. An ihrem Stamm gibt eine Informationstafel Hinweise zur Geschichte des Baumes.
Etwa 15 Meter nordöstlich von ihr steht zwischen Chorturm und Kirchhofsmauer die Schulmeisterlinde. Sie ist der älteste Baum Dresdens, von dem das Pflanzdatum bekannt ist.